# 维滕贝格广场

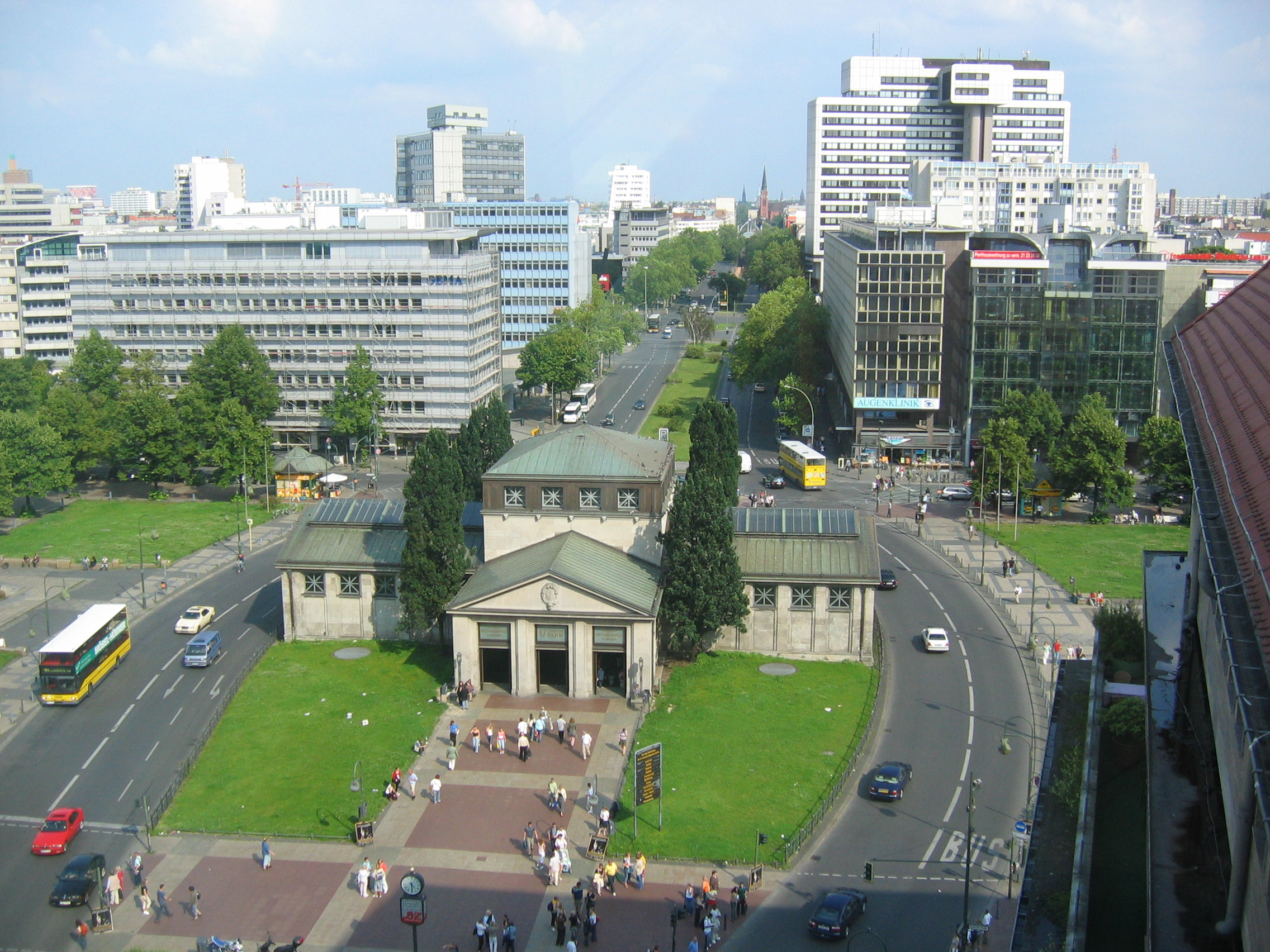
从卡迪威百货大楼楼顶观看维滕贝格广场

维滕贝格广场（Wittenbergplatz）是德国首都柏林滕珀尔霍夫-舍讷贝格区的一个广场。开辟于1889年到1892年，得名于1814年在维滕贝格附近战胜拿破仑。
维滕贝格广场是主要商业街陶恩齐恩大街的终点。欧洲大陆最大的百货公司，卡迪威百货大楼坐落在广场一角。广场的西北侧每周举办四次街道市场。广场的中心是维滕贝格广场地铁站。
52°30′07″N 13°20′34″E / 52.50194°N 13.34278°E